# Умар аль-Муртада
Абу Хафс Умар аль-Муртада (араб. أبو حفص المرتضى عمر بن أبي إبراهيم اسحاق بن يوسف بن عبد المؤمن‎; д/н — 1266) — 12-й халіф держави Альмохадів в 1248—1266 роках.

## Життєпис
Походив з династії Альмохадів. Онук халіфа Абу Якуб Юсуфа і син Абу Ібрагіма Ісхака аль-Тахіра. Дата народження достеменно невідома. 1248 року після загибелі небожа Абу аль-Хасан ас-Саїда став новим халіфом.
Невдовзі Мариніди захопили Фес та північні області Марокко. Фактична влада Умара поширювалася на Марракеш та сусідні області. Зрештою мусив визнати зверхність маринідського султана Абу Юсуфа Якуба.
Не виявляв зовнішньої активності, зосередившись на розбудові столиці. Заснував публічний центр перекладу рукописів у медресе Марракешу. 
Водночас вимушений був відбивати напади Маринідів, що спочатку захопили важливе місто Сале. 1262 року ворог взяв в облогу Марракеш, але зміг захопити. У 1266 році Умара аль-Муртаду повалив стриєчний брат Ідріс аль-Ватік.